# Anisonyx ursinus
Anisonyx ursinus är en skalbaggsart som beskrevs av Schein 1959. Anisonyx ursinus ingår i släktet Anisonyx och familjen Melolonthidae. Inga underarter finns listade i Catalogue of Life.